# Тріне Брамсен
Тріне Брамсен (дан. Trine Bramsen; нар. 26 березня 1981, Свеннборг) — данська жінка-політик. Член Соціал-демократичної партії. Депутатка фолькетингу (данського парламенту) з 2011 року від виборчого округу Великий Фюн. міністр транспорту з 4 лютого 2022 року в уряді Метте Фредеріксен. міністр оборони з 27 червня 2019 до 4 лютого 2022 року в кабінеті Метте Фредеріксен. Наймолодша жінка-міністр оборони серед голів відомства.

## Біографія
Народилася 26 березня 1981 року в Свеннборгу в сім'ї вчителів початкової школи Бо Стеффена Мадсена (Bo Steffen Madsen) і Лене Брамсен Мадсен (Lene Bramsen Madsen).
2001 року вступила до Університету Роскілле, де 2007 року здобула ступінь магістра соціальних наук.
У 1995—2004 роках працювала в мережі супермаркетів «Føtex». У 2004—2007 роках працювала у «Frit Forum» — студентській організації Соціал-демократичної партії. У 2005—2007 роках була помічницею на ринку праці молодіжного крила Соціал-демократичної партії. У 2006—2007 роках працювала науковим асистентом у Копенгагенському університеті. У 2007—2011 роках працювала консультантом в аудиторській компанії «Deloitte».
У 2008—2014 роках була членом правління Данської ради жінок від Соціал-демократичної партії.
На парламентських виборах 2011 року обрана депутатом фолькетингу від виборчого округу Великий Фюн. Переобрана у 2015 та 2019 рока.
27 червня 2019 року отримала пост міністра оборони у кабінеті Метте Фредеріксен. У грудні 2021 року відвідала Україну.
Співавторка книги «Business process management: fokus på styring af processer», опублікованої 2009 року.